# Darko Ratajc
Darko Ratajc, slovenski politik, * 20. avgust 1960.
Po izobrazbi je univerzitetni diplomirani ekonomist. Od leta 2018 je nepoklicni župan Občine Slovenske Konjice, izvoljen je bil na listi stranke Socialni demokrati. Pred tem je bil direktor Zdravstvenega doma Slovenske Konjice.